# Guerres de Bourgogne
Batailles
Héricourt - La Planta - Nancy 1475 - Yverdon - Grandson - Morat - Nancy 1477
Les guerres de Bourgogne opposent de 1474 à 1477 Charles le Téméraire, duc de Bourgogne, en guerre depuis 1471 avec le roi de France, à la Confédération suisse des VIII cantons et au duché de Lorraine, alliés de Louis XI.
L'origine du conflit est l'arrivée de la puissance bourguignonne en Alsace en 1469 (traité de Saint-Omer), suscitant des réactions hostiles des villes rhénanes, notamment Strasbourg et Bâle, ainsi que des cantons suisses, qui forment la ligue de Constance au début de 1474. La condamnation à mort du bailli bourguignon d'Alsace, Pierre de Hagenbach (mai 1474) et les représailles exercées par son frère à la tête de troupes bourguignonnes entraînent l'intervention militaire des cantons suisses, qui vainquent les Bourguignons lors de la bataille d'Héricourt, première bataille des guerres de Bourgogne.
Le conflit s'achève en janvier 1477 par la mort de Charles le Téméraire devant Nancy ; il est immédiatement suivi par la guerre de Succession de Bourgogne (1477-1482), opposant le roi de France à la duchesse Marie de Bourgogne, fille de Charles, et à son époux l'archiduc Maximilien d'Autriche.

## Contexte

### Émancipation des cantons suisses
Depuis leur victoire face aux Habsbourg, lors de la bataille de Näfels (avril 1388), les Suisses de la confédération des VIII cantons, formée dans les années 1330-1350, ont affermi leur indépendance et pris le contrôle d'autres territoires, de sorte que leurs rapports avec les Habsbourg sont restés conflictuels.
En 1468, l'archiduc d'Autriche Sigismond de Habsbourg, régent des territoires d'Autriche antérieure (c'est-à-dire les territoires des Habsbourg en Souabe et en Alsace) et du Tyrol, cherche un moyen de se protéger de la menace des Confédérés. Les raisons de Sigismond sont multiples : la principale peut être sa crainte de la Suisse, dont l'armée s'est forgée une solide réputation dans les conquêtes du siècle, ou le fait qu’il cherche à retrouver sa suzeraineté d’antan.
Il tente d'abord de conclure une alliance avec le roi de France Louis XI, mais celui-ci refuse en raison d’une rivalité antérieure[réf. nécessaire] entre les maisons de France et de Habsbourg. L'archiduc se tourne alors vers le principal ennemi du roi de France, Charles le Téméraire.

### Puissance de Charles le Téméraire et conflit franco-bourguignon

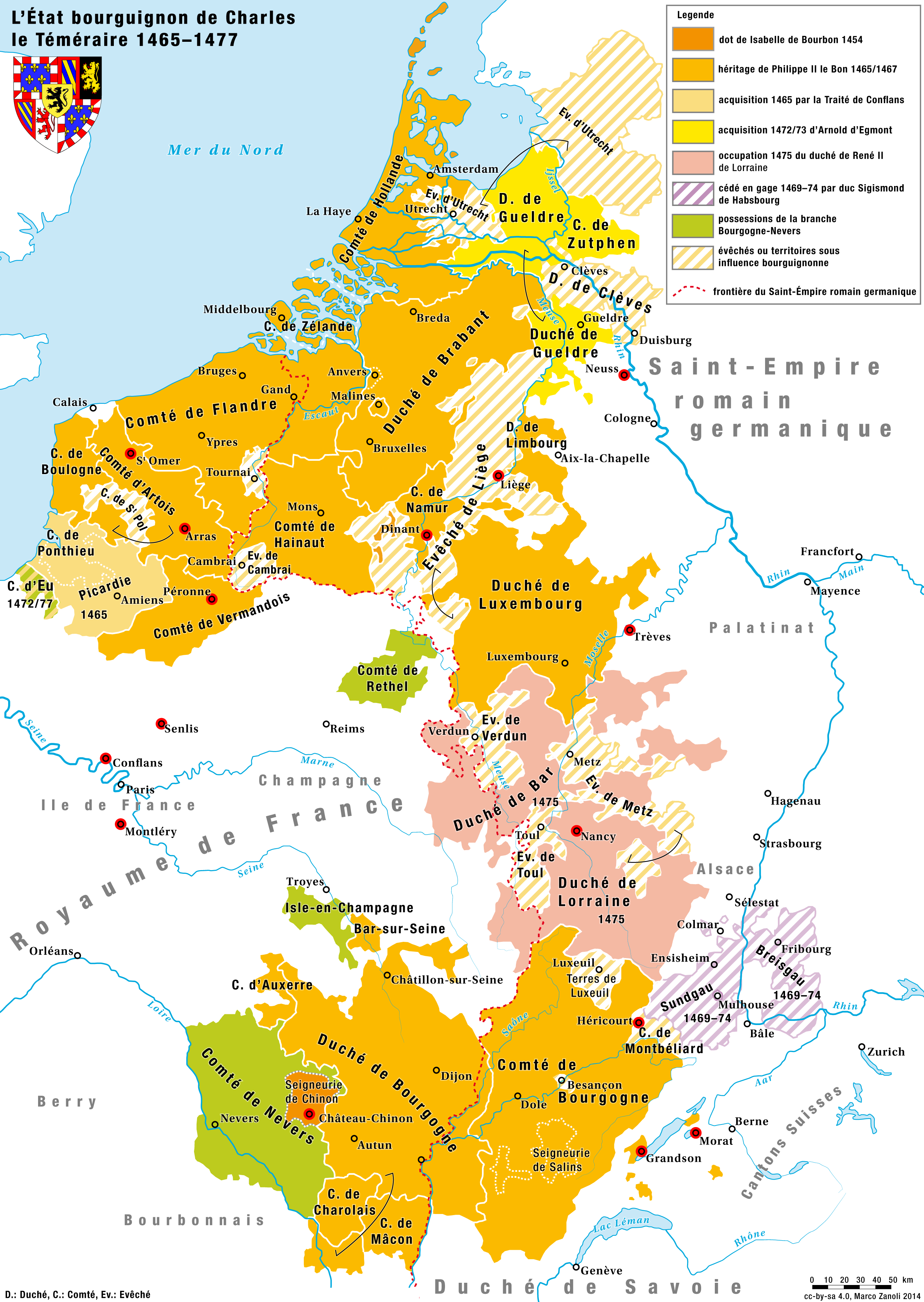
L'État bourguignon du duc Charles le Téméraire.

Charles le Téméraire, duc de Bourgogne depuis 1467, est à la tête d'un ensemble, dit l'« État bourguignon », à cheval sur la France et sur l'Empire, incluant le duché de Bourgogne, le comté de Bourgogne et plusieurs fiefs des Pays-Bas, allant du comté d'Artois à la seigneurie de Frise.
Par le traité de Péronne (1468) conclu par Louis XI sous contrainte, Charles obtient le contrôle de la Picardie. En 1471, après avoir fait casser le traité de Péronne, Louis XI a lancé une offensive en Picardie. En novembre 1471, Charles le Téméraire se déclare affranchi de la suzeraineté du roi de France, mais sa contre-offensive est marquée par l'échec du siège de Beauvais en 1472.
Entretemps, Charles a conclu avec Sigismond le traité de Saint-Omer (1469).

## Causes de la guerre

### Traité de Saint-Omer (1469): expansion bourguignonne en Alsace
Le traité de Saint-Omer prévoit l’abandon par les Habsbourg de leurs droits et territoires en Haute-Alsace et en Forêt-Noire, moyennant une compensation pécuniaire. Il stipule aussi une alliance défensive en cas de guerre. L’État bourguignon devient ainsi le voisin direct des confédérés suisses.
Charles le Téméraire place à la tête de ces nouveaux territoires avec le titre de Landvogt (bailli) un chevalier d'ascendance alsacienne et comtoise, Pierre de Hagenbach (Hagenbach étant une seigneurie du Sundgau).

### Politique du bailli Hagenbach en Haute-Alsace
Par un certain nombre de mesures commerciales, Hagenbach suscite l'hostilité des villes rhénanes, notamment Strasbourg, ville libre impériale, et Bâle, dirigés par sa bourgeoisie depuis le XIVe siècle. En effet, il interdit le commerce de grains avec elles[pas clair].
Ces deux villes sollicitent l’aide de Berne, un des cantons confédérés, qui a alors une grande puissance militaire. Berne accepte cette alliance, car elle craint que les Bourguignons ne barrent le passage vers les foires de Genève, accessibles par les routes du plateau[pas clair].
Berne est alliée à Mulhouse, autre ville libre impériale, qui subit aussi des vexations de la part du bailli Hagenbach.

### Projet de royaume de Bourgogne (1473)
En 1473, lors de la conférence de Trèves, l'empereur Frédéric III du Saint-Empire accepta d'ériger ses possessions en terre d'empire en un royaume de Bourgogne indépendant. Ce royaume de Bourgogne aurait fait entrer dans sa souveraineté le duché de Lorraine, le duché de Savoie (qui incluait alors le Piémont, la Bresse, le Bugey, le pays de Vaud, Genève), le duché de Clèves, les évêchés d'Utrecht, Liège, Toul et Verdun. Charles exigea également la souveraineté de la Bourgogne sur les VIII cantons confédérés. Cependant, l'empereur rompit les pourparlers la veille même du couronnement et s'enfuit de nuit avec son fils Maximilien qui, dans le cadre de l'accord, devait épouser Marie de Bourgogne.

La Confédération des VIII cantons et ses alliés en 1474.

### Formation de la Ligue de Constance (mars 1474)
Cependant, Sigismond est insatisfait de la politique du Téméraire, car celui-ci maintient la paix avec les Confédérés et refuse de leur déclarer la guerre. Sigismond se résigne donc à négocier la paix avec les Suisses, le 30 mars 1474, à Constance ; ceci doit permettre de mettre fin aux conflits avec les Habsbourg.
Mais à cette occasion, une ligue appelée « Ligue alémanique » (en latin : liga Alamaniae, en dialecte : teütscher pund, en allemand : Deutscher Bund) ou « Ligue de Constance » se forme contre Charles le Téméraire.
Conclue pour dix ans le 31 mars 1474 à Constance, l'alliance d'abord conclue entre les villes de Strasbourg, de Bâle, de Colmar et de Sélestat, est rejointe par les VIII cantons confédérés, Soleure, les évêques de Strasbourg et de Bâle, ainsi que par Sigismond de Habsbourg qui signe ce même traité le 4 avril.
Le traité ne se résume pas à un simple texte de paix entre les villes du Rhin et Sigismond : les villes avancent 76 000 florins au duc, afin que celui-ci puisse racheter les villes et les territoires de la Haute-Alsace hypothéqués au duc de Bourgogne.
En même temps que le « traité de Basse-Union », Sigismond, les villes alsaciennes ainsi que les Confédérés, préparent durant les mois de mars et avril 1474 un traité de « Paix perpétuelle » (signé un peu plus tard, en juin). Ainsi, une ligue se met en place, menée par Berne, Lucerne, Bâle et Strasbourg, et prépare la guerre contre Charles le Téméraire, duc de Bourgogne.

### Procès du bailli Hagenbach et ses suites
Pierre de Hagenbach est arrêté à Brisach le 11 avril en raison de révoltes parmi ses troupes[pas clair], jugé par un tribunal formé par les quatre villes impériales du Rhin, condamné à mort et exécuté le 9 mai.
En août 1474, son frère Étienne de Hagenbach vient en représailles ravager la Haute-Alsace avec des troupes bourguignonnes et lombardes.
La Ligue alémanique riposte en envoyant des troupes vers la Haute-Alsace et attaquent Etienne de Hagenbach qui s'est retranché à Héricourt, ville du comté de Montbéliard.

## Déroulement

### Bataille d'Héricourt et incursions dans le comté de Bourgogne
Cette bataille oppose les troupes des confédérés suisses, appuyées par celles des villes d'Alsace, et les troupes du duché de Bourgogne (incluant 5 000 mercenaires lombards), d'abord celles retranchées à Héricourt, puis celles de deux armées de secours. Charles le Téméraire, occupé par le siège de Neuss (dans la région de Cologne), n'intervient pas dans cet engagement.
Le 8 novembre 1474, l'armée de la confédération établit le siège d'Héricourt où se trouvent les troupes d'Étienne de Hagenbach. Grâce à un bombardement, une brèche est faite dans la muraille et la reddition est obtenue le 12 novembre.
À ce moment, deux armées de secours se dirigent vers Héricourt, commandées par Henri de Neuchâtel-Blamont (maréchal de Bourgogne) et par Jacques de Savoie avec environ 12 000 soldats.
Le 13 novembre, leur approche est repérée par les Suisses qui quittent leur camp pour affronter directement les Bourguignons. Ceux-ci sont assez rapidement vaincus, étant en situation d'infériorité numérique.
La proche saline de Saulnot, ressource économique importante de la région, est détruite.
Au terme de ces événements, les armées de Porrentruy et de Bâle récupèrent l’Alsace[pas clair].
L'année suivante, les confédérés suisses repassent la frontière et dévastent le Haut-Doubs incendiant tout sur leur passage. Ils prennent Pontarlier et Jougne et massacrent leurs garnisons, poussant le duc de Bourgogne à agir.

### Conquête du pays de Vaud

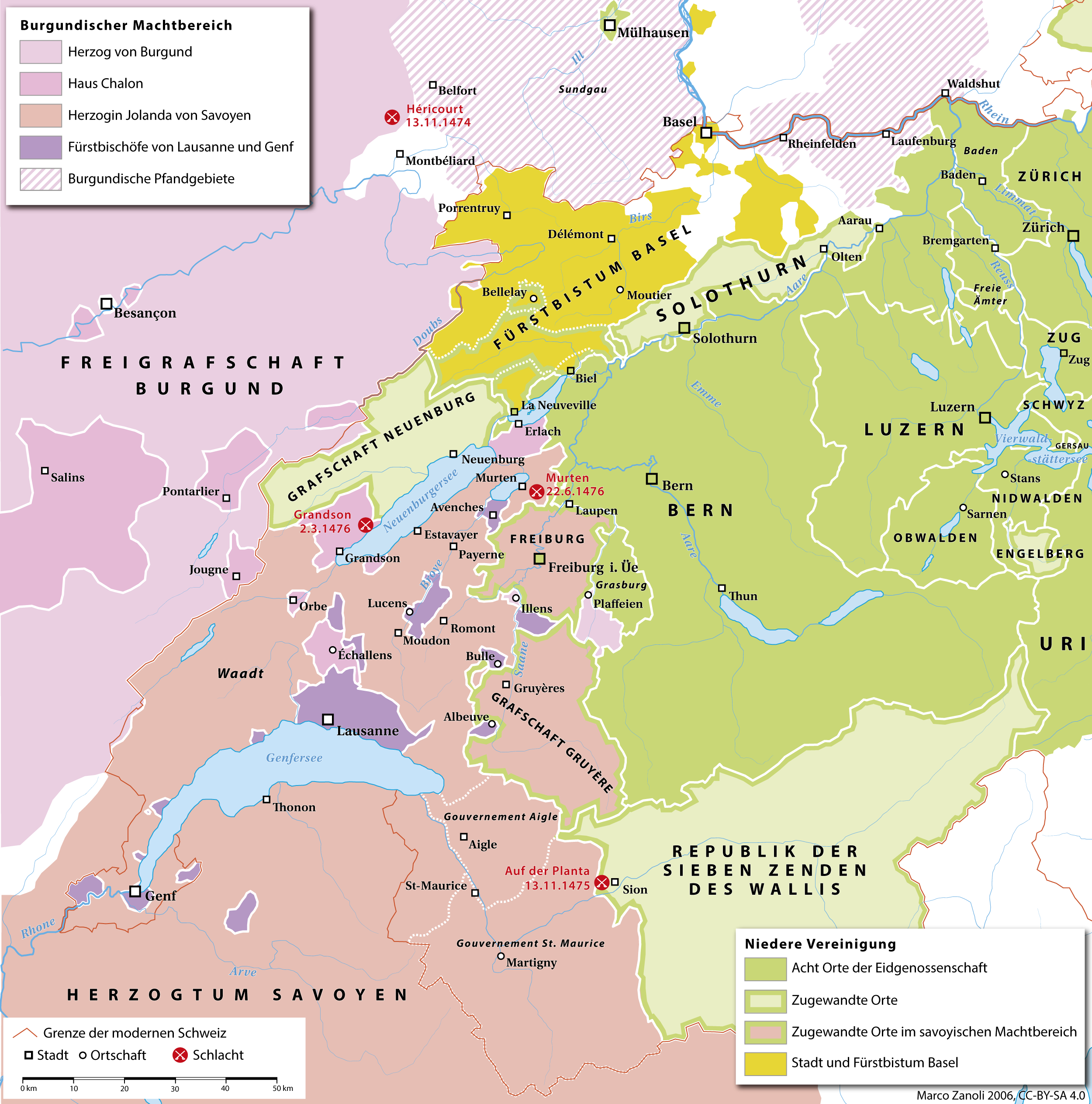
Le théâtre des guerres bourguignonnes en actuelle Suisse. À l'est la Confédération des VIII cantons (vert), avec principalement Berne, et les territoires des pays alliés et des combourgeoisies (vert clair) de Bienne, Erguël et La Neuveville (Évêché de Bâle : vert pistache entouré vert), Soleure, Valangin, Neuchâtel, Gruyère et Fribourg au centre (rouge entouré en vert), Mulhouse, ainsi que celle de la principauté épiscopale de Sion et des dizains valaisans au sud, au nord-est le duché de Bourgogne (rose), au sud-ouest le duché de Savoie (saumon) et le Genève (violet).
Au printemps et en automne 1475 les Bernois et les Fribourgeois, avec le soutien de Lucerne, prirent le pays de Vaud possédé par le duché de Savoie (saumon), la principauté épiscopale de Lausanne (violet) et le comte de Chalon (rose foncé : Morat, Grandson, Orbe, Échallens). En août 1475 les Bernois prirent le bailliage savoyard d'Aigle, qu'ils conserveront.
Le 13 novembre les valaisans, avec Berne et Soleure, battent les savoyard à la bataille de la Planta (rouge). Les cantons confédérés vainquent l'armée de Charles le Téméraire à la bataille de Grandson le 2 mars 1476, puis à la bataille de bataille de Morat le 22 juin.

Après que Niklaus von Diesbach et les partisans de la guerre imposèrent leur vue aux modérés en écartant des Conseils Adrian I von Bubenberg, Berne et Fribourg, avec le soutien de Lucerne, se lancèrent à l’assaut du pays de Vaud, en grande partie possession du duché de Savoie, allié de Charles le Téméraire. Au printemps et en automne 1475, seize villes et quarante-trois châteaux furent conquis par les corps francs au cours d'une violente offensive et leurs habitants durent prêter allégeance à Berne et Fribourg. A Morat, Yverdon et Romont, des massacres sont à déplorer comme notamment à Estavayer où les vaincus sont noyés dans le lac. Genève et Lausanne échappent au massacre en versant des rançons colossales. Le pays de Vaud est ruiné et exsangue.
Ces actions ne plurent guère aux autres cantons qui formèrent en été 1475 une alliance de courte durée contre Berne et sa politique d'expansionnisme. Durant toutes les guerres de Bourgogne, ils motivèrent leurs interventions en vertu de leur devoir d'assistance, et non dans un but de conquête.
Humbert de Cerjat, seigneur de Combremont, de Denezy et de la Molière, gouverneur du pays de Vaud et conseiller personnel de Jacques de Savoie et de Yolande de France, duchesse de Savoie, fut à plusieurs reprises leur ambassadeur auprès de la Confédération des VIII Cantons, mais ne parvint pas à empêcher la guerre de Bourgogne.

### Conquête du Bas-Valais
En 1446, les dizains signent un traité d'amitié avec Berne et le duché de Savoie qui sera mise à mal par plusieurs violations (affaire Asperlin entre 1460 et 1482, incidents de frontière). En 1473, la Savoie décrète un embargo économique sur le Valais, ce qui accentue les tensions. Le 7 septembre 1475, l'évêque de Sion et les dizains s'allie à Berne par un traité de combourgeoisie, rompant ainsi l'embargo.
En octobre 1475, les Bernois, qui avaient conquis le pays de Vaud, demandent aux Valaisans d'attaquer les possessions savoyardes du Bas-Valais. En novembre 1475, l'évêque Walter Supersaxo attaque sans succès Conthey. L'évêque de Genève, Jean-Louis de Savoie, vient en renfort avec ses troupes en attendant le gros de l'armée savoyarde.
Le 12 novembre, l'armée principale de la duchesse de Savoie Yolande de France forte de 10 000 hommes, arrive à Conthey. La garnison de la ville de Sion n'en compte que 300, mais déjà l'armée valaisanne forte de 3 000 à 4 000 hommes est en route pour rejoindre Sion. Parallèlement, 3 000 hommes du Gessenay (comté de Gruyère) et du Simmental (Berne), de Fribourg et de Soleure se dirige vers le col du Sanetsch au nord-ouest de Sion pour porter assistance à leur alliés. Les troupes savoyardes sont battues le 13 novembre 1475 à la bataille de la Planta, ce qui permit en février 1476 la conquête du Bas-Valais jusqu'au défilé de Saint-Maurice par une campagne rapide durant laquelle dix-sept châteaux forts sont démantelés. Le territoire est assujetti en 1477 et la Savoie ne reconnait cette annexion qu'en 1528.

### Batailles de Grandson et de Morat

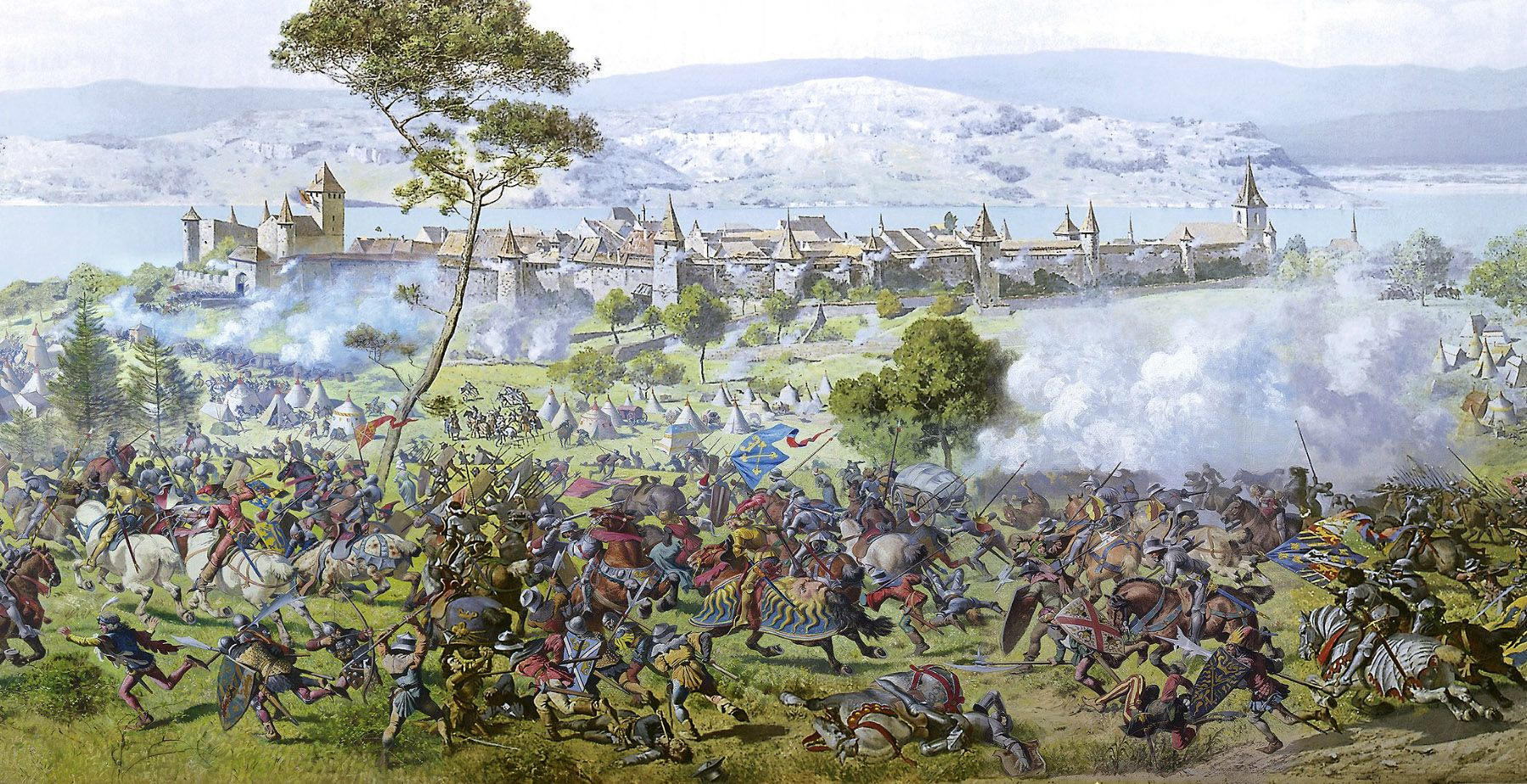
Détail du panorama de la bataille de Morat peint par Louis Braun, 1893-1894.

Ce n'est qu'au début de 1476, après la prise de Nancy, que le duc de Bourgogne se met en campagne contre Fribourg et Berne. Le 19 février 1476, il reprend Yverdon puis met le siège devant le château de Grandson, dotée d'une garnison de 400 soldats. Berne appelle à l'aide ses alliés Confédérés et alsaciens qui se portèrent à leur aide au dernier moment. Soumise à la puissante artillerie bourguignonne, la garnison grandsonnoise capitule le 28 février avec l'assurance d'avoir la vie sauve. Le duc de Bourgogne, sur l'insistance du comte de Romont et des survivants d'Estavayer, les fit pendre aux arbres alentour ou noyer dans le lac de Neuchâtel, ce qui provoqua la colère des Suisses qui, aux cris de « Grandson !, Grandson ! », rassemblèrent 20 000 hommes sous le commandement de Nicolas de Scharnachthal (Berne), Hans Waldmann (Zurich) et Heinrich Hassfurter (Lucerne). Charles le Téméraire est battu à la bataille de Grandson le 2 mars, puis à la bataille de Morat le 22 juin. Le 16 août, les Suisses négocient la rétrocession du pays de Vaud à la Savoie contre 50 000 florins, somme dont ils ne pourront s'acquitter, ce qui les amenèrent à hypothéquer le pays de Vaud.

### Bataille de Nancy
Charles le Téméraire se tourne alors contre le duché de Lorraine qu'il occupe partiellement depuis 1475, qui sépare en deux ses États, qui vient de se révolter et dont le duc, René II de Lorraine, a prêté main-forte aux Suisses. Le duc de Bourgogne est finalement battu et tué lors de la bataille de Nancy le 5 janvier 1477 par les troupes lorraines, alsaciennes et suisses.

## Suites et conséquences
Les guerres de Bourgogne représentent un tournant dans l'histoire européenne : elles marquent la chute de l'État bourguignon qui se développait entre l'Empire et la France, mais aussi la montée au premier rang des Habsbourg en Europe ; elles renforcent la monarchie française, et les cantons suisses sont reconnus comme une puissance militaire en Europe.
Marie de Bourgogne, la fille de Charles de Téméraire, récupère le comté de Bourgogne (Franche-Comté) acheté aux cantons suisses pour la somme de 25000 florins lors du congrès de Zurich en janvier 1478.
Les cantons suisses obtinrent peu de gains territoriaux. En 1476, les cantons avaient rétrocédé le pays de Vaud à la Savoie qui versa 50000 florins, et en 1479, ils renoncèrent à la Franche-Comté contre un paiement de 150000 fl de Louis XI. Cela s'explique par la méfiance des autres cantons quant à l'expansionnisme bernois. Berne et Fribourg gardèrent en bailliages communs Morat, Grandson, Echallens et Orbe qui formèrent le Bailliage d'Orbe-Échallens. Berne conserva Aigle dont elle fit le gouvernement d'Aigle et Cerlier. L'évêque de Sion et les Valaisans conservèrent le Bas-Valais. La route du Grand-Saint-Bernard passa ainsi sous leur contrôle.
Le conflit eut une profonde répercussion sur les structures sociales de la confédération. Les victoires de Grandson et de Morat firent la renommée des soldats suisses et les monarchies européennes voulurent engager des mercenaires suisses (Service étranger). Le recrutement était notamment favorisé par le système de pensions versées aux notables, pratique qui se répandit. De nombreux jeunes hommes préfèrent quitter leur profession et s'engager dans le métier des armes. Selon la chronique de Zurich, « […] il entra beaucoup d'argent dans le pays. », ce qui contribua au bien-être public.
Ensuite, le butin des guerres de Bourgogne avait modifié l'ordre établi, ce que beaucoup déplorait. L'équilibre des forces entre cantons campagnards (Uri, Schwytz, Unterwald et Glaris) et cantons villes (Zurich, Berne, Lucerne, Zoug), qui avaient conduit la guerre avec succès, fut déréglé. Les villes de Fribourg et Soleure qui avaient pris part au conflit souhaitaient entrer dans la Confédération. Les cantons campagnards s'y opposèrent et la politique menée par les cantons villes, dont le traité de combourgeoisie signés avec Soleure et Fribourg le 23 mai 1477, suscitèrent mécontentement et révoltes (Expédition de la Folle Vie en 1477, affaire Amstalden en 1478). La crise ne sera résolue que par le convenant de Stans, complété par le traité d'alliance avec Fribourg et Soleure signé le même jour.
Le roi de France profite également de ces victoires sur la Bourgogne, la mort du duc le mettant à l'abri d'attaques du roi d'Angleterre, qui avait conclu une alliance avec Charles le Téméraire. Louis XI récupère plusieurs terres bourguignonnes : le duché de Bourgogne, la Picardie, l’Artois et la Flandre. Toutefois, Marie de Bourgogne épouse Maximilien de Habsbourg, et c'est ainsi que commence le litige entre les rois de France et la maison des Habsbourg, par la guerre de Succession de Bourgogne.

## Armée bourguignonne de Charles le Téméraire

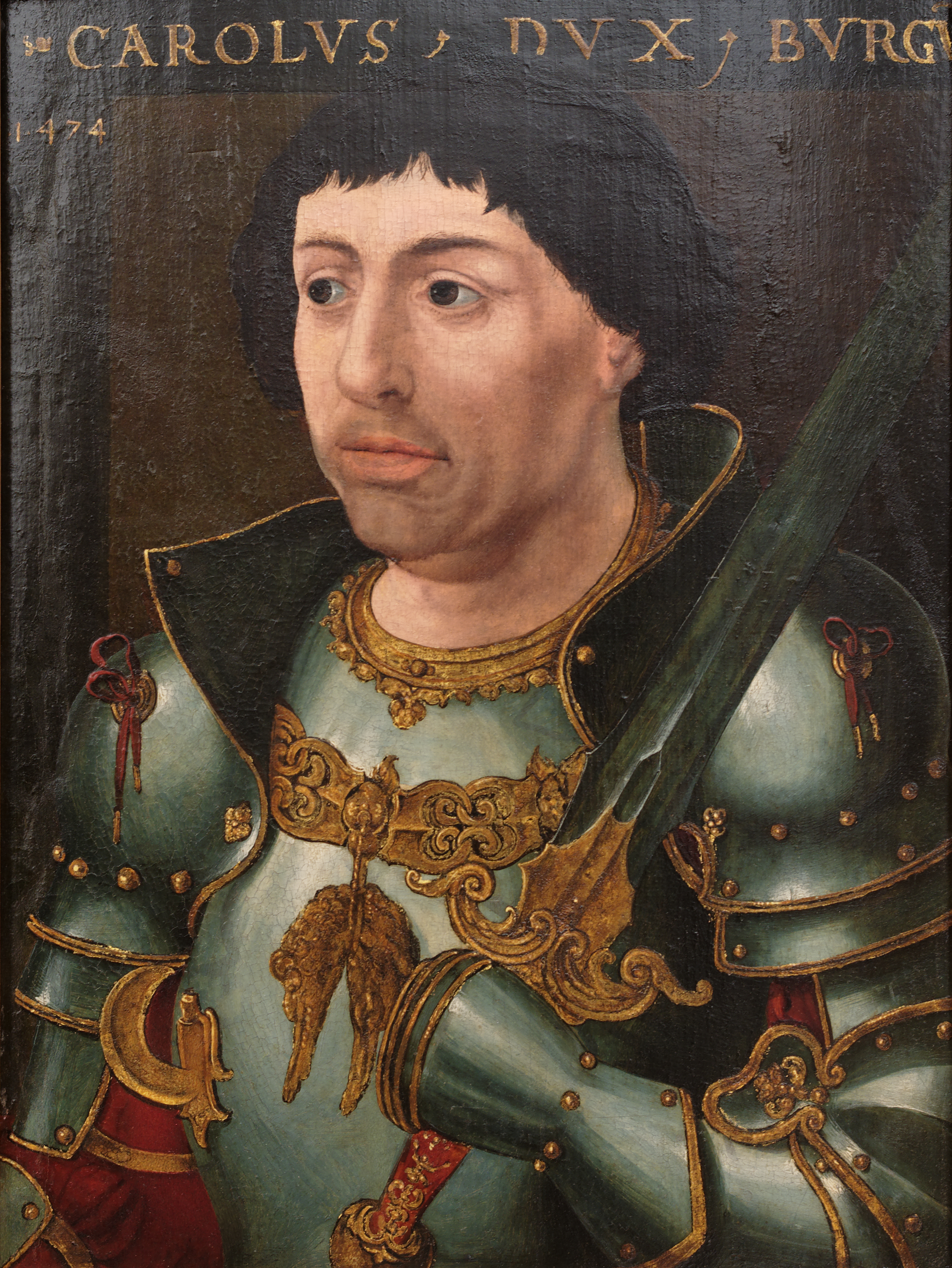
Portrait de Charles le Téméraire, musée des beaux-arts de Dijon.

Charles le Téméraire copia le modèle des compagnies d'ordonnance, première armée permanente française crée par l'ordonnance royale de 1445 de Charles VII. En y incorporant des combattants à pied, il améliora ce modèle. Ainsi, une lance bourguignonne comprenait un homme d'armes, un coustillier, un page et trois archers ou trois arbalétriers à cheval, tous cavaliers, auxquels s'ajoutaient donc un couleuvrinier, un arbalétrier ou archer, et un piquenaire, tous trois à pied. Les trois ordonnances qu'il élabora, celle d'Abbeville en 1471, celle de Bohain en 1472 et celle de Saint-Maximin de Trèves en 1473, la plus complète, sont plus détaillées que l'ordonnance royale de 1445 et codifient la vie des compagnies, notamment leur organisation, leur équipement, leurs emblèmes, leur vie de campagne, leur déplacement, leur solde, leur ravitaillement et leurs congés.
Après la défaite de Grandson en 1476 et influencé par la qualité que montrèrent les piquiers suisses, Charles le Téméraire édicta une nouvelle ordonnance qui tenait compte du rôle croissant de l'infanterie. Il conserva cependant la dépendance administrative des combattants à pied de leurs chefs de lance, empêchant l'éclosion d'un esprit de corps dans l'infanterie, et il réserva toujours un rôle décisif à la cavalerie dans ses ordres de bataille. Il est vrai qu'il était alors difficile de former rapidement, même avec des soldats aguerris, une infanterie capable de rivaliser avec celle des Suisses.
Surnommé par ses compatriotes « Charles le Travaillant », le duc créa la première artillerie de campagne qui aurait pu jouer un rôle décisif lors de ses batailles. Reconnu pour ses grandes qualités d'organisateur, il était malheureusement mauvais stratège et tacticien. C'est pourquoi il perdit les batailles de Grandson, Morat et Nancy contre l'infanterie suisse composée essentiellement d'un grand carré de piquiers et de hallebardiers capables de manœuvrer offensivement sur un champ de bataille.